# Tsai Wen-yee
Tsai Wen-yee (chiń. 蔡溫義; ur. 29 września 1956) – tajwański sztangista.
Dwukrotny olimpijczyk (1984, 1988), brązowy medalista olimpijski (1984), brązowy medalista mistrzostw świata (1984) w podnoszeniu ciężarów, w wadze piórkowej (do 60 kg).

## Osiągnięcia

### Letnie igrzyska olimpijskie
- Los Angeles 1984 –  brązowy medal (waga piórkowa)

### Mistrzostwa świata
- Los Angeles 1984 –  brązowy medal (waga piórkowa) – mistrzostwa rozegrano w ramach zawodów olimpijskich